# Passoire thermique
 (décembre 2022).

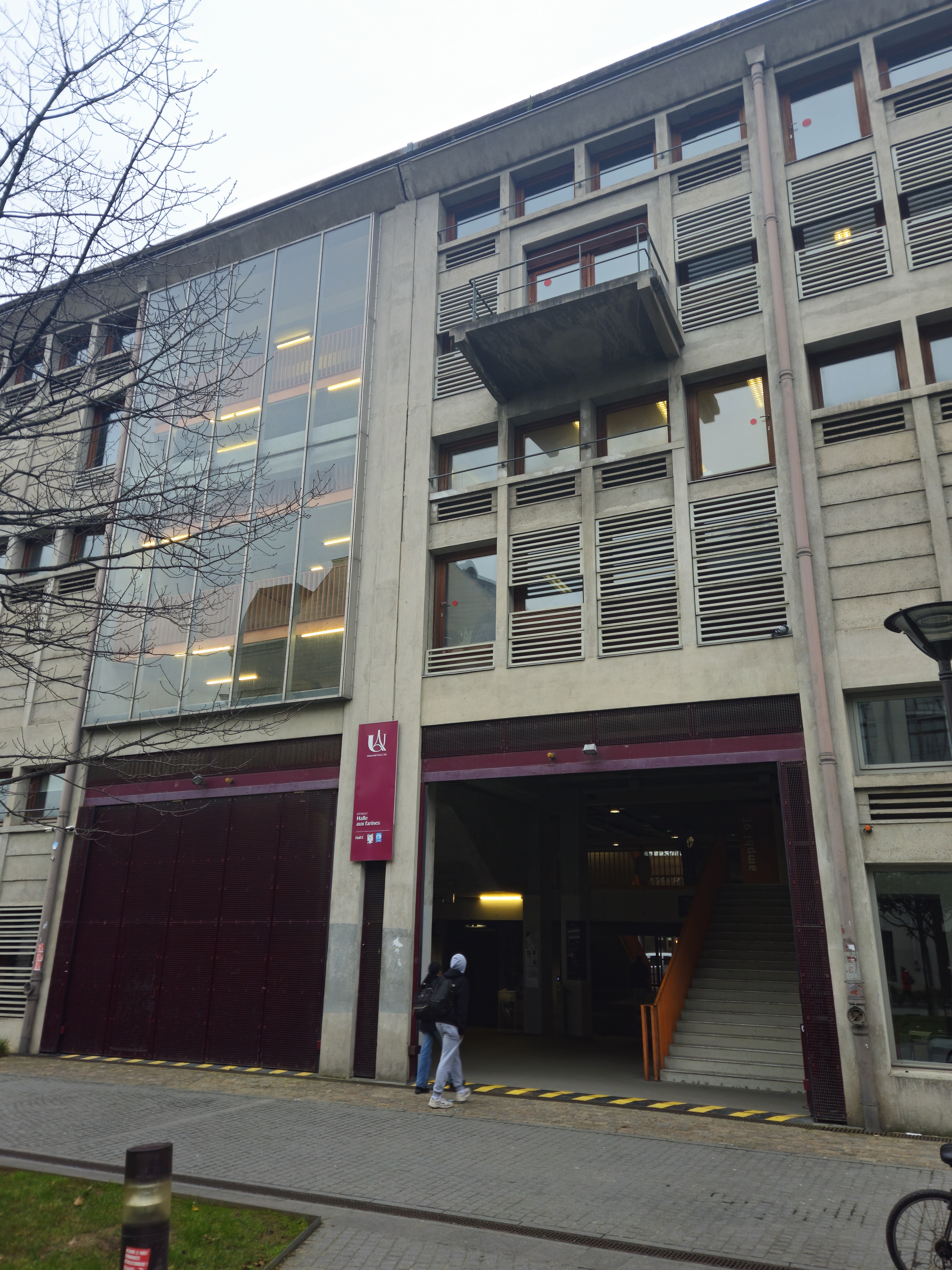
Une des entrées de la halle aux Farines (bâtiment de l'université Paris-Cité), à Paris, offrant un large accès ouvert sans fermeture. Photographiée en décembre 2024.

Une passoire thermique ou passoire énergétique est un local dont l'isolation est de très mauvaise qualité et qui conduit à des consommations énergétiques importantes ou à des conditions de vie difficile pour ceux qui y vivent ou qui le fréquentent.
En France, afin de lutter contre les passoires thermiques, la loi climat-résilience interdit la mise en location des logements classés G, F et E lors du diagnostic de performance énergétique, respectivement à partir de 2025 (classe G), 2028 (classe F) et 2034 (classe E) et impose des gels de loyers pour les locataires déjà titulaires d'un bail dans ce type de logements. Depuis le 1er janvier, il est interdit de louer les logements les plus énergivores (classés G) ; ils sont peu à peu rénovés et loués ou revendus, mais certains propriétaires contournent encore la loi.

## Contexte

### En France
En 2022, il y aurait 4,8 millions de passoires thermiques en France selon le ministère chargé du logement mais entre 7 et 8 millions d'après la Fédération nationale de l’immobilier (Fnaim). Au total, sur les 30 millions de résidences principales que comptait le pays au 1er janvier 2022, environ 5,2 millions de logements (soit 17 % du parc) seraient des passoires thermiques selon l'ONRE (Observatoire national de la rénovation énergétique contrôlé par le ministère de la Transition écologique). Parmi les passoires thermiques, 0,5 million de logements soit 10 % seraient très énergivores avec une consommation supérieure à 450 kWh par m² et par an.
La part des passoires thermiques est la plus élevée dans certains départements ruraux et/ou montagneux (avec plus de 30 % dans le Cantal, la Creuse et la Nièvre) ainsi qu'à Paris. Tandis qu’elle est la plus faible dans les départements proches de l’arc méditerranéen ou du sud de la côte atlantique notamment car le climat est plus doux réduit les besoins de chauffage.
La part des passoires énergétiques est plus élevée dans les résidences secondaires (32 %) que dans les résidences principales, soit 1,2 million de logements, et dans les logements vacants (27 %), soit 0,8 million de logements. Au total il y aurait donc 7,2 millions de passoires thermiques sur l’ensemble du parc.
Les logements chauffés au fioul sont 44 % à être classés F ou G contre seulement 15 % pour les logements chauffés à l'électricité, 13 % pour ceux chauffés au bois et 12 % pour ceux fonctionnant au gaz.
Il y a plus de passoires thermiques parmi les maisons individuelles (20 %) que dans les logements collectifs (15 %).
Les logements les plus petits sont davantage susceptibles d'être des passoires thermiques avec 34 % des logements de moins de 30 m² qui ont une étiquette F ou G, contre seulement 13 % des logements de plus de 100 m².
| Classe | Consommation d'énergie (en kWh par mètre carré et par an) |
| ------ | --------------------------------------------------------- |
| A      | 0 à 50                                                    |
| B      | 51 à 90                                                   |
| C      | 91 à 150                                                  |
| D      | 151 à 230                                                 |
| E      | 231 à 330                                                 |
| F      | 331 à 450                                                 |
| G      | + de 450                                                  |

En février 2024, le ministère de la Transition écologique fait sortir 140 000 logements de la classification des passoires thermiques (logements de moins de 40 m2). Le 9 juillet 2025 est annoncée une réforme du calcul du diagnostic de performance énergétique, qui devrait faire sortir de la catégorie de passoire énergétique 850 000 logements, sur les 5,8 millions classés F ou G : le coefficient de conversion de l'électricité est modifié afin de « mieux refléter la réalité du mix énergétique français, largement décarboné grâce au nucléaire, et de corriger une inégalité de traitement pénalisant jusqu'ici les logements chauffés à l'électricité ».

## Conséquence

### Enjeux économiques
Une enquête de 2006 avait mis en lumière que 3 400 000 ménages consacraient plus de 10 % de leurs ressources à leur facture d’énergie.
La rénovation des passoires thermiques permettrait de faire économiser 512 euros par an aux ménages qui les occupent selon le réseau Cler,.

### Enjeux environnementaux
Selon le réseau Cler, la rénovation des logements classé F et G permettrait d'éviter l'émission de 6 millions de tonnes de CO2 par an en France,.

### Enjeux sanitaires
Cette section ne s'appuie pas, ou pas assez, sur des sources secondaires ou tertiaires indépendantes du sujet. Le texte peut contenir des analyses inexactes ou inédites de sources primaires.
Pour l'améliorer, ajoutez-en, ou placez des modèles {{Source secondaire souhaitée}} ou {{Source secondaire nécessaire}} sur les passages mal sourcés. (février 2025)
Selon la Fondation Abbé Pierre, la précarité énergétique conduit 3,5 millions de ménage à vivre dans le froid faute de pouvoir payer des factures trop importantes.
| Maladie                | Personnes exposées au froid | Personnes non-exposées au froid |
| ---------------------- | --------------------------- | ------------------------------- |
| Bronchite chronique    | 22,1 %                      | 10,3 %                          |
| Arthrose, rhumatisme   | 33,2 %                      | 28,3 %                          |
| Anxiété, depression    | 40,8 %                      | 28,7 %                          |
| Migraine, maux de tête | 47,7 %                      | 31,6 %                          |

Une étude de l’OMS estime ainsi que les dépenses de rénovation thermique des logements réduisent les dépenses de santé : un euro investi dans des travaux permette d'économiser 0.42€ en dépenses de santé.

## Réponses apportés

### En France
À partir du 1er janvier 2021 le gouvernement français a mis en place « MaPrimeRenov' » qui aide financièrement les ménages à effectuer des rénovations énergétiques sur leurs logements.
Les objectifs visés par la France sont la rénovation de toutes les passoires thermiques avant 2028 et que l'ensemble du parc immobilier doit avoir atteint « bâtiment basse consommation » (équivalent à la classe A ou B) d'ici à 2050[source insuffisante].

#### Efficacité
MaPrimeRenov' a été utilisée par 141 000 foyers en 2020 puis par 644 000 foyers en 2021, le gouvernement a un objectif de 700 000 foyers rénovés par an. Le succès de MaPrimeRenov' est nuancé par le fait qu'elle sert surtout à financer de petit chantier mono-geste (86 %) qui servent à financer des changements de chauffage (72 %) et à renforcer l'isolation (26 %). Ainsi, la majorité des primes accordées servent à financer des changements de chaudière ou de fenêtre par exemple mais ne permettant pas une réelle meilleure isolation.
Néanmoins, d'après la Cour des comptes, les dossiers MaPrimeRenov' acceptés ont permis d'économiser en moyenne 6,7 MWh/an, à titre de comparaison la consommation d'électricité d'un Français moyen s'élève à 2,2 MWh/an environ.